# Boicot als autobusos de Montgomery
El boicot als autobusos de Montgomery va ser una campanya de protesta política i social contra la política de segregació racial del sistema de transport públic de Montgomery a Alabama. Va ser un fet primordial en el moviment pels drets civils. La campanya va durar des del 5 de desembre de 1955: el dilluns després que Rosa Parks, una dona afroamericana, fos arrestada per negar-se a lliurar el seu seient a una persona blanca - fins al 20 de desembre de 1956, quan va entrar en vigor la sentència federal Browder contra Gayle, en una decisió del Tribunal Suprem dels Estats Units que va declarar que les lleis d'Alabama i Montgomery, que permetien autobusos segregats, eren inconstitucionals. En el boicot van participar moltes figures importants del moviment dels drets civils, entre les quals hi havia el pastor Martin Luther King Jr. i Ralph Abernathy.